# Полякова, Анна Сергеевна (футболистка)
Анна Сергеевна Полякова (15 марта 1985) — российская футболистка, полузащитница. Выступала за сборную России.

## Биография
Воспитанница санкт-петербургской СДЮСШОР № 2 «Аврора». В первой половине карьеры выступала в клубах высшей лиги России — «Приалит» (Реутов), «Спартак» (Москва), «Надежда» (Ногинск).
В 2009 году перешла в клуб «Рязань-ВДВ», где провела два сезона, сыграв 33 матча и забив 7 голов. Включалась в список 33-х лучших футболисток России (2009). В сезоне 2011/12 играла за клуб «Звезда-2005» (Пермь), весной 2011 года приняла участие в матчах 1/4 финала женской Лиги УЕФА против французского «Лиона». В составе пермского клуба — обладательница Кубка России 2012 года. Позднее выступала за «Мордовочку» и «Измайлово».
В национальной сборной России сыграла один матч — 20 августа 2011 года против Бельгии (0:1), провела на поле первые 55 минут.
Также выступала в футзале. В 2010 году в составе «Волжанки» (Чебоксары) стала обладательницей Кубка России по этому виду спорта и лучшим бомбардиром соревнований с 12 голами.